# Baseball ai XIII Giochi panamericani
Il torneo di baseball ai XIII Giochi panamericani si svolse a Winnipeg, in Canada.

## Prima fase

### Girone A
| Squadre     | Giocate | Vinte | Perse | RF | RA | Pct   |
| ----------- | ------- | ----- | ----- | -- | -- | ----- |
| Canada      | 4       | 4     | 0     |    |    | 1.000 |
| Stati Uniti | 4       | 3     | 1     |    |    | 0.750 |
| Cuba        | 4       | 2     | 2     |    |    | 0.500 |
| Messico     | 4       | 1     | 3     |    |    | 0.250 |
| Brasile     | 4       | 0     | 4     |    |    | 0.000 |

### Girone b
| Squadre         | Giocate | Vinte | Perse | RF | RS | Pct   |
| --------------- | ------- | ----- | ----- | -- | -- | ----- |
| Nicaragua       | 3       | 2     | 1     |    |    | 0.667 |
| Rep. Dominicana | 3       | 2     | 1     |    |    | 0.667 |
| Panama          | 3       | 2     | 1     |    |    | 0.667 |
| Guatemala       | 3       | 1     | 2     |    |    | 0.000 |

## Fase finale
|  | quarti          | quarti      |             |         | semifinali      | semifinali      |  |  | Finale 1º posto | Finale 1º posto |
|  |                 |             |             |         |                 |                 |  |  |                 |                 |
|  |                 |             |             |         |                 |                 |  |  |                 |                 |
|  |                 |             |             |         |                 |                 |  |  |                 |                 |
|  | Canada          | 12          |             |         |                 |                 |  |  |                 |                 |
|  | Canada          | 12          |             |         |                 |                 |  |  |                 |                 |
|  | Guatemala       | 2           |             |         |                 |                 |  |  |                 |                 |
|  | Guatemala       | 2           | Canada      | 2       |                 |                 |  |  |                 |                 |
|  |                 |             | Canada      | 2       |                 |                 |  |  |                 |                 |
|  |                 | Cuba        | 3           |         |                 |                 |  |  |                 |                 |
|  | Cuba            | Cuba        | 3           | 3       |                 |                 |  |  |                 |                 |
|  | Cuba            |             |             | 3       |                 |                 |  |  |                 |                 |
|  | Rep. Dominicana | 1           |             |         |                 |                 |  |  |                 |                 |
|  | Rep. Dominicana | 1           | Cuba        | 5       |                 |                 |  |  |                 |                 |
|  |                 |             | Cuba        | 5       |                 |                 |  |  |                 |                 |
|  |                 | Stati Uniti | 1           |         |                 |                 |  |  |                 |                 |
|  | Stati Uniti     | Stati Uniti | 1           | 5       |                 |                 |  |  |                 |                 |
|  | Stati Uniti     |             |             | 5       |                 |                 |  |  |                 |                 |
|  | Panama          | 2           |             |         |                 |                 |  |  |                 |                 |
|  | Panama          | 2           | Stati Uniti | 2       | Finale 3º posto | Finale 3º posto |  |  |                 |                 |
|  |                 |             | Stati Uniti | 2       | Finale 3º posto | Finale 3º posto |  |  |                 |                 |
|  |                 | Messico     | 1           |         |                 |                 |  |  |                 |                 |
|  | Messico         | Messico     | 1           | 5       | Canada          | 9               |  |  |                 |                 |
|  | Messico         |             |             | 5       | Canada          | 9               |  |  |                 |                 |
|  | Nicaragua       | 1           |             | Messico | 2               |                 |  |  |                 |                 |
|  | Nicaragua       | 1           |             |         | 2               |                 |  |  |                 |                 |
|  |                 |             |             |         |                 |                 |  |  |                 |                 |
|  |                 |             |             |         |                 |                 |  |  |                 |                 |

## Medaglie
| Classifica | Squadre     |
| ---------- | ----------- |
|            | Cuba        |
|            | Stati Uniti |
|            | Canada      |